# Theo đuổi tình yêu đến tận cùng thế giới
Lah Ruk Sut Kob Fah (tên tiếng Thái: ล่ารักสุดขอบฟ้า, tên tiếng Việt: Theo đuổi tình yêu đến tận cùng thế giới) là bộ phim truyền hình Thái Lan phát sóng vào năm 2014. Phim phát sóng trên kênh Channel 7 (CH7) với sự tham gia của Sukollawat Kanarot & Peechaya Wattanamontree. Điều đặc biệt hơn, bộ phim cũng là ekip và dàn diễn viên phụ từ bộ phim Pin Anong (Thủ đoạn mưu mô).

## Nội dung
Mattana là cô gái trẻ xinh đẹp thuộc dòng dõi hoàng gia – Mom Ratchanigoon của Thái. Mattana bị ba mẹ bắt ép phải kết hôn với một hoàng tử của Raya là Makey. Cha của hoàng tử Makey là và Inthra và ba của Mattana là Thammarath từng học chung đại học và đã hứa hôn cho con của họ với nhau. Mattana không đồng ý lấy một người đàn ông mà cô không hề biết hay có tình cảm gì. Khi cận vệ hoàng gia của Raya là Kamin đến Thailand để đón Mattana, cô đã giả dạng và cố thử mọi cách lừa đảo như trong cuốn sách của mình để có thể thoát khỏi việc phải đến Raya và kết hôn với hoàng tử. Mattana có một sự sợ hãi với đàn ông vì cô từng gặp một tai nạn khi bị cưỡng hôn đến mức khuyến cô suýt chết ngạt. Ban đầu Kamin không có niềm tin với Mattana nhưng cùng nhau trải qua một thời gian, Kamin nhận ra con người thật của cô ấy. Lần đầu, hoàng tử không muốn kết hôn với cô nhưng sau khi nhìn thấy Mat là một cô gái xinh đẹp, trẻ trung, giàu có, hoàng tử lập tức thay đổi muốn kết hôn với cô ngay lập tức. Mat không có lựa chọn nào khác ngoài việc bỏ trốn nhưng Kamin đã đi theo cô. Mat giải thích với Kamin là cô không thể kết hôn với hoàng tử bởi vì trong tim cô đã có hình bóng của người đàn ông khác và người đó không ai khác chính là Kamin, người duy nhất mà cô ấy yêu và sẽ yêu đến trọn đời. Kamin bị bất ngờ khi nghe Mat cũng có cảm nhận giống mình nhưng bản thân là người của vương quốc Raya, Kamin đành giữ tình cảm trong tim. Kamin khuyên Mat đi đến Raya và cô đã đồng ý. Ở đó, Kamin đã phải tan nói cõi lòng khi giả vờ là người tệ hại, phóng đãi để ép Mattana phải từ bỏ tình yêu với anh ấy và kết hôn với hoàng tử Makey- người đã tuyên bố không lấy được Mattana sẽ không sống nữa.

## Diễn viên
- Sukollawat Kanarot as Kamin
- Peechaya Wattanamontree as Matana Kiatkumjorn (Mats)
- Louis Hesse d'Alzon as Prince Makee
- Chawallakorn Wanthanapisitkul as Mintra
- Anyarin Terathananpat as Haruetai
- Toon Hiransap as King Inthra
- Apiradee Pawaputanont as  Queen Sawitri
- Trin Settachok as Thammarath
- Angsana Buranon as Manavika
- Supakit Buangam as Hayman
- Nittayaros Phumiphathit as Sinthorn
- Thitinan Suwansak as Phokin
- Siriwattana Benjamatikul as Bulan
- Arucha Tosawat as Suthep
- Panu Suwanno as Akanee
- Klos Attasairi as Asit
- Sinitha Boonyasak as Prattana
- Bon Chernyim as Chawan

## Rating
| Tập        | Rating |
| ---------- | ------ |
| 1          | 9.6    |
| 2          | 10.5   |
| 3          | 8.5    |
| 4          | 9.6    |
| 5          | 10.1   |
| 6          | 9.2    |
| 7          | 8.3    |
| 8          | 8.1    |
| 9          | 6.2    |
| 10         | 6.5    |
| 11         | 6.5    |
| 12         | 8.2    |
| 13         | 9.9    |
| 14         | 11.0   |
| 15         | 11.6   |
| 16         | 11.3   |
| 17         | 12.0   |
| 18         | 12.1   |
| 19         | 12.1   |
| 20         | 13.9   |
| Trung bình | 9.76   |

## Ca khúc nhạc phim
- เพลงสุดขอบฟ้า / Sut Kob Fah - Sukollawat Kanarot
- สุดขอบฟ้า / Nittra - Peechaya Wattanamontree
- สุดขอบฟ้า / Nittra - Sukollawat Kanarot